# Vogelnestje (eiergerecht)

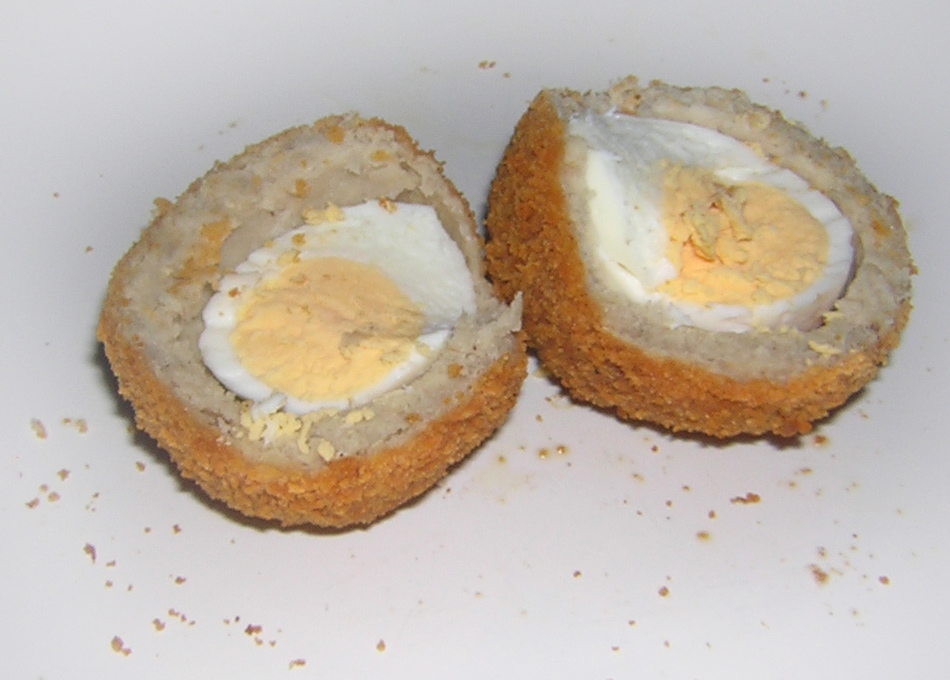
Een opengesneden vogelnestje

Een vogelnestje, ook gehaktbal kiekeboe genoemd, is een gerecht dat bestaat uit een hardgekookt ei met een gehaktbal eromheen. Vaak wordt deze samenstelling gefrituurd, maar even courant is het de vogelnestjes vooraf te bereiden in een pan en ze later op te warmen in de oven of magnetron. Ze worden (in België) standaard opgediend met tomatensaus (of madeirasaus) en aardappelpuree,  eventueel met peterselie of veldsla. 
In het Engels noemt men dit gerecht een Schots ei ("Scotch egg"). Vergelijkbare gerechten zijn de eierbal en het frietei.